# 小田真弓
小田 真弓 （おだ まゆみ、1938年9月17日 - ）は、日本の実業家、和倉温泉・加賀屋女将、「現代の名工」受賞者。

## 人物・経歴
1938年、東京都生まれ。1961年3月、立教大学文学部卒業後、加賀屋の小田禎彦（現・相談役）と結婚し、1962年加賀屋に入社。1963年同社取締役、1979年に常務取締役就任。女将として現在に至る。2018年、「現代の名工」を受賞。

## テレビ番組
- 日経スペシャル ガイアの夜明け よみがえれ！温泉街　～老舗の熱海・地震が襲った能登～（2007年5月29日、テレビ東京）[3]。- 和倉温泉、女将と若い仲居たちの闘いを取材。

## 著書
- 『加賀屋 笑顔で気働き 女将が育んだ「おもてなし」の真髄』（2015年9月1日、日本経済新聞出版社）ISBN 9784532320317

## 関連人物
- 小田禎彦（加賀屋相談役）